# Thermopsideae
Thermopsideae ist eine Tribus in der Unterfamilie der Schmetterlingsblütler (Faboideae) innerhalb der Familie der Hülsenfrüchtler (Fabaceae). Sie besitzt ein disjunktes Areal in den gemäßigten Gebieten auf der Nordhalbkugel.

## Beschreibung

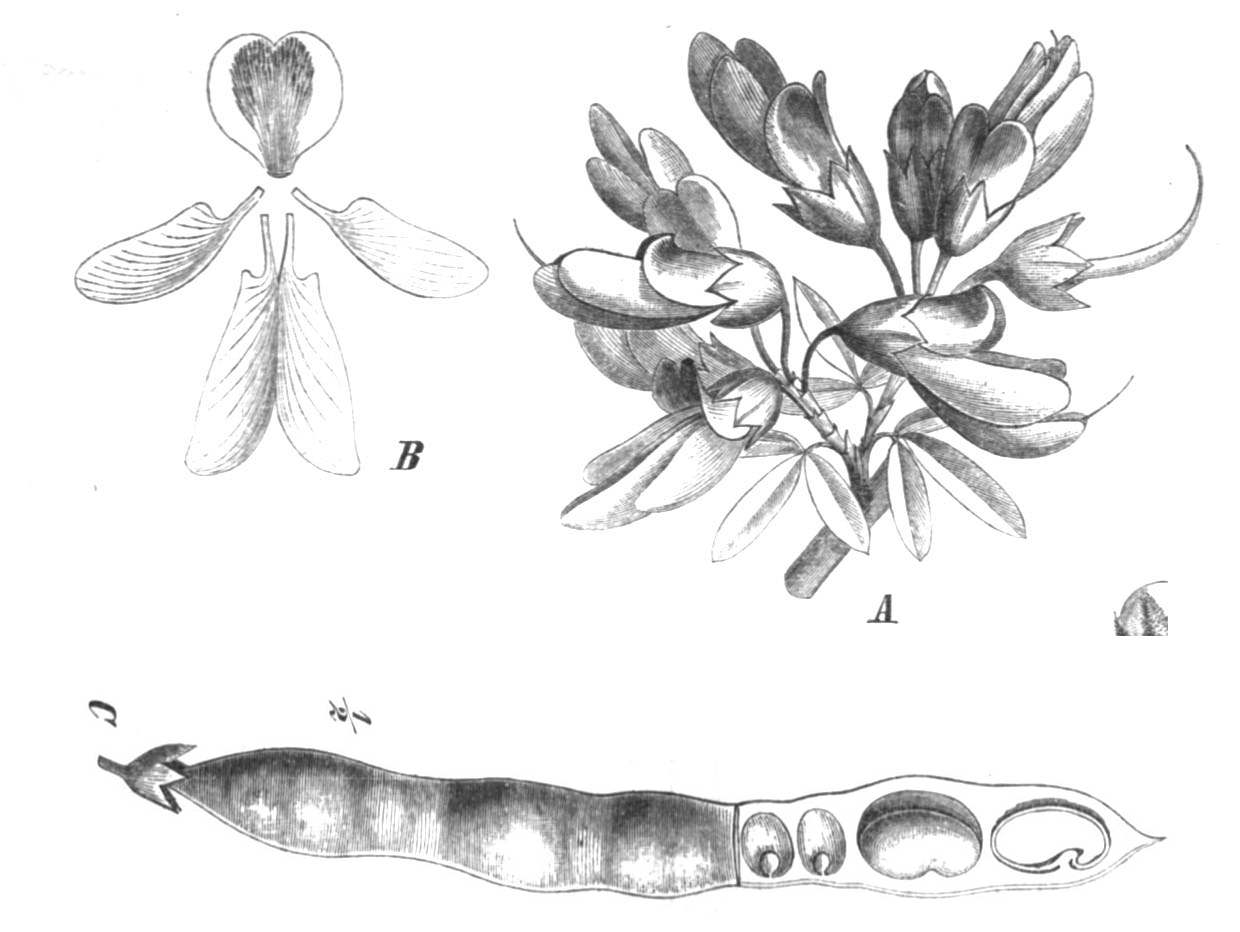
Illustration vom Stinkstrauch (Anagyris foetida)

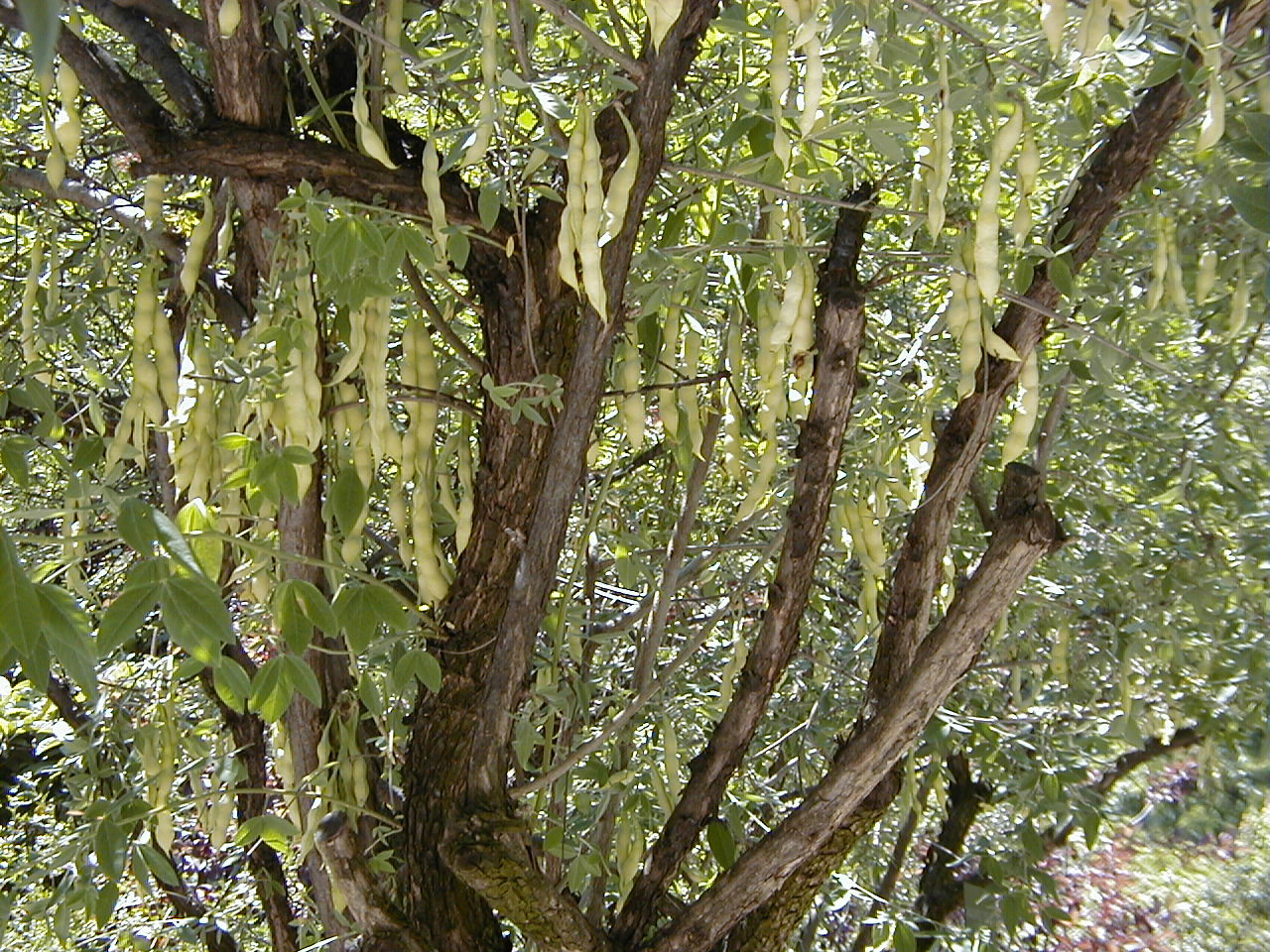
Strauch mit Hülsenfrüchten vom Stinkstrauch (Anagyris foetida)

### Erscheinungsbild und Blätter
Es handelt sich um ausdauernde krautige Pflanzen oder Sträucher. Die krautigen Arten verholzen oft in unterirdischen Bereich.
Die wechselständig angeordneten Laubblätter sind in Blattstiel und Blattspreite gegliedert. Die Blattspreite ist unpaarig gefiedert mit drei Fiederblättern, oder selten bis auf ein Fiederblatt reduziert. Bei manchen Arten ist die Blattrhachis stark verkürzt und die Blätter wirken handförmig geteilt. Die Fiederblättchen stehen sich an der Rhachis gegenständig gegenüber. Manchmal ist das Blatt bis auf ein Fiederblatt reduziert. Es sind Nebenblätter, aber keine Nebenblätter der Fiederblättchen, vorhanden.

### Blütenstände und Blüten
In endständigen, traubigen Blütenstände befinden sich die Blüten.
Die zwittrigen Blüten sind zygomorph und fünfzählig mit doppelter Blütenhülle (Perianth). Die fünf Kelchblätter sind in den Blütenknospen dachziegelartig angeordnet. Die Blütenkrone hat den typischen Aufbau der Schmetterlingsblütler mit fünf Kronblättern. Die Staubfäden der neun oder meist zehn Staubblätter sind alle frei oder selten sind zwei bis drei im obersten Bereich untereinander verwachsen. Die Staubbeutel sind alle gleich. Das einzige oberständige Fruchtblatt enthält ein bis viele Samenanlagen. Der obere Bereich des Griffels ist meist kahl und nach oben gerichtet.

### Früchte und Samen
Die länglichen, abgeflachten oder kugeligen Hülsenfrüchte enthalten einen bis viele Samen. Die länglich-nierenförmigen, ellipsoiden bis scheibenförmigen Samen besitzen ein kleines Hilum.

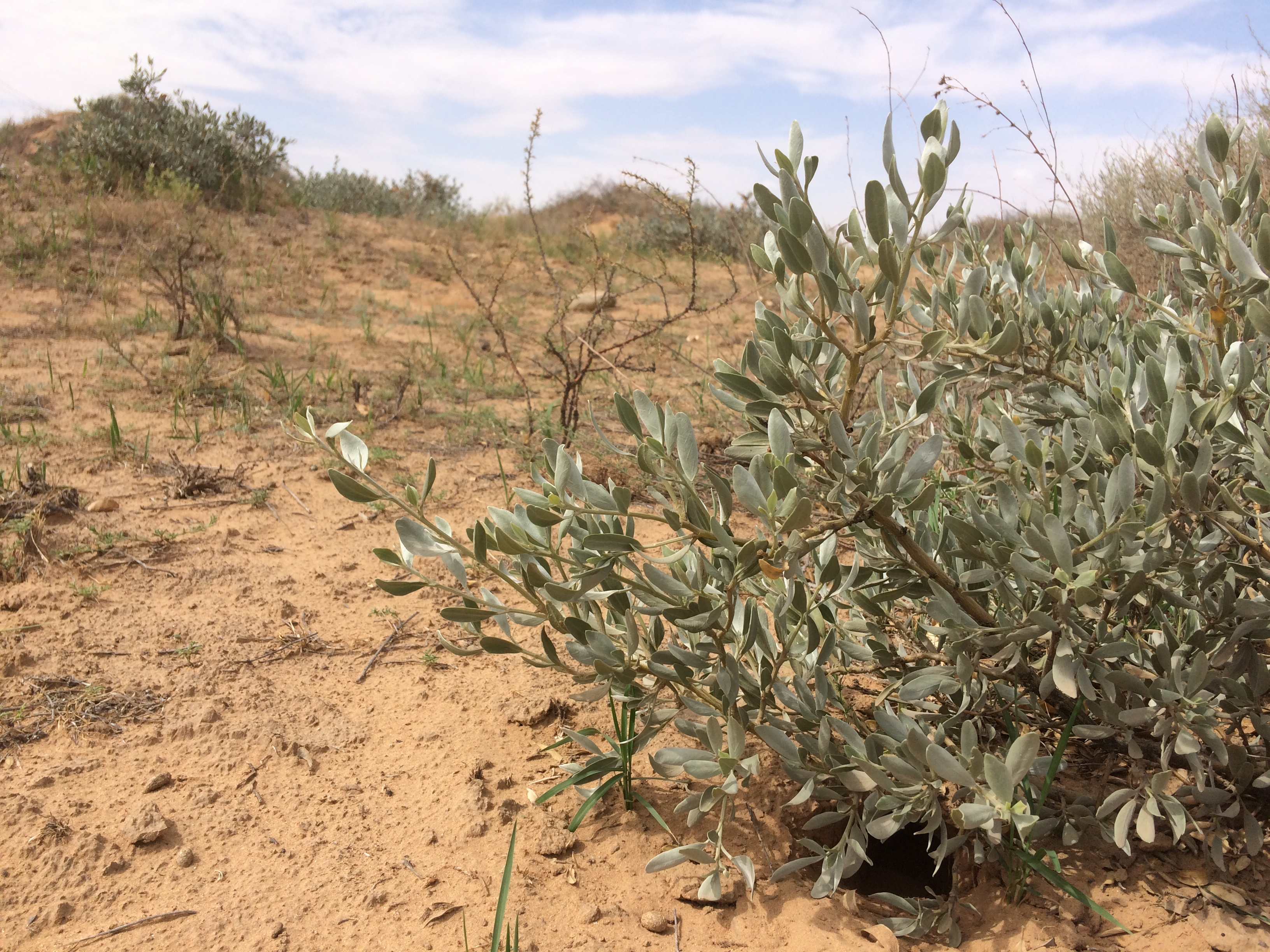
Habitus im Habitat von Ammopiptanthus mongolicus

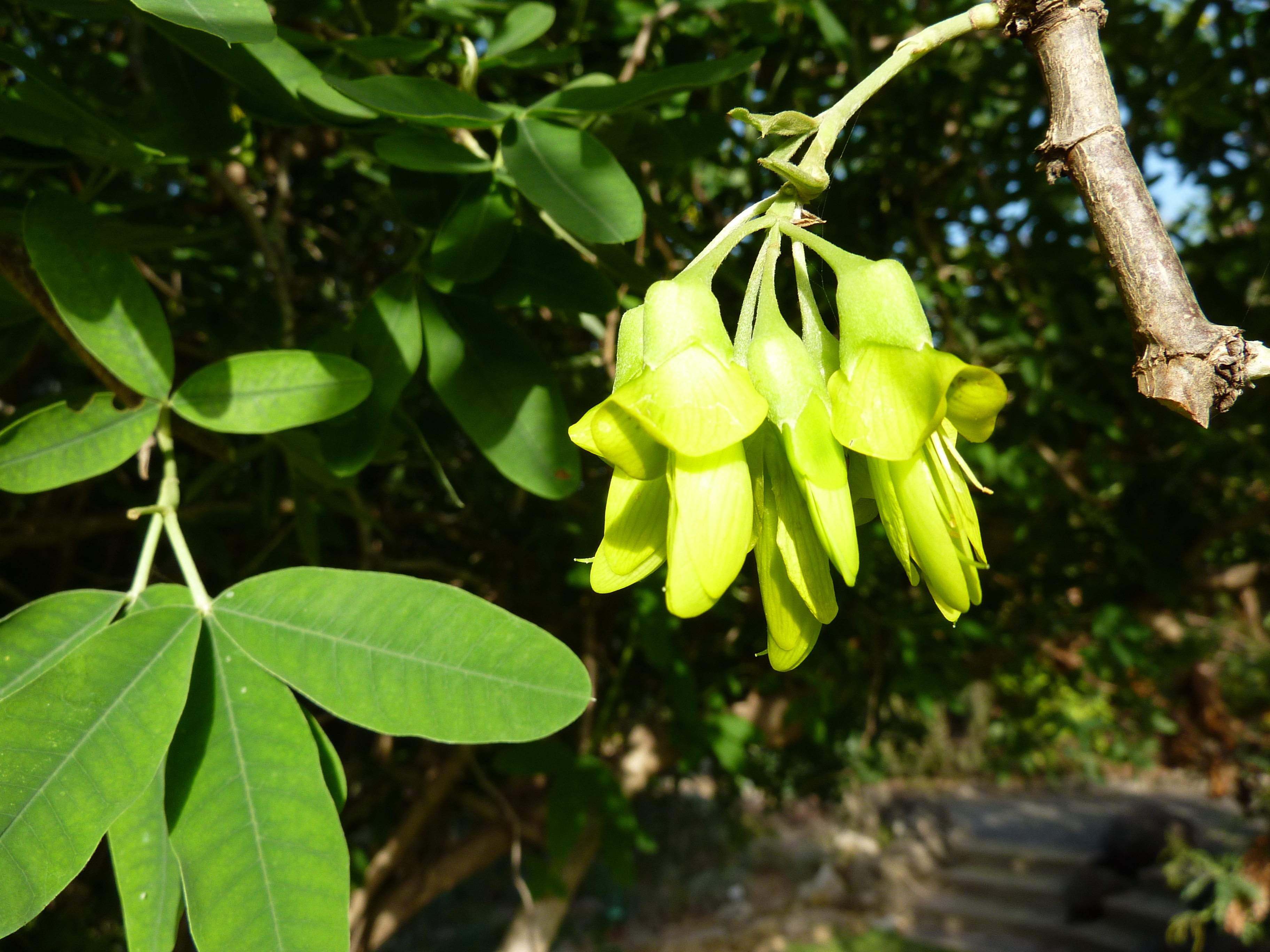
Blütenstand mit zygomorphen Blüten von Anagyris latifolia

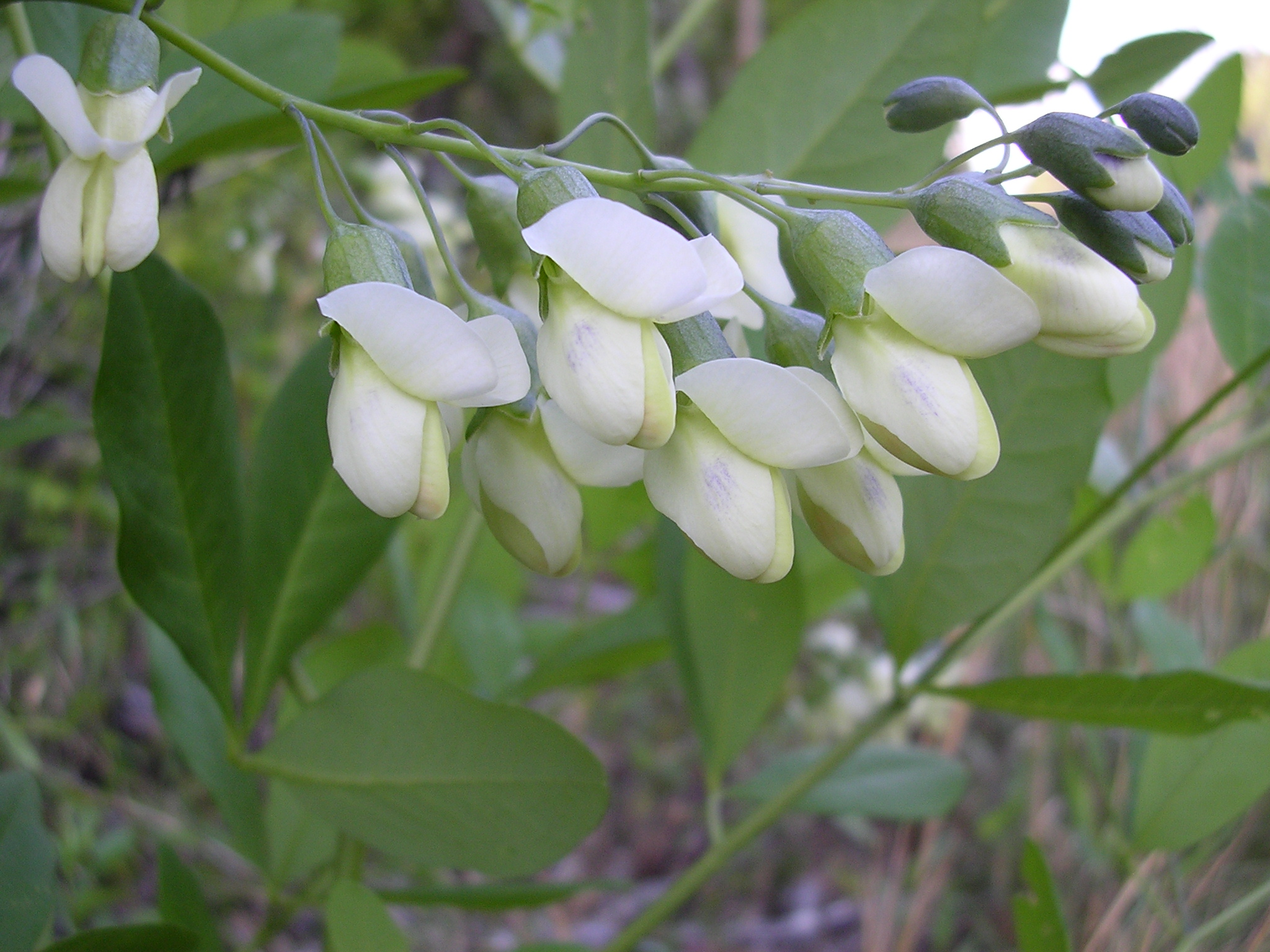
Ausschnitt eines Blütenstandes mit Blüten von Baptisia megacarpa

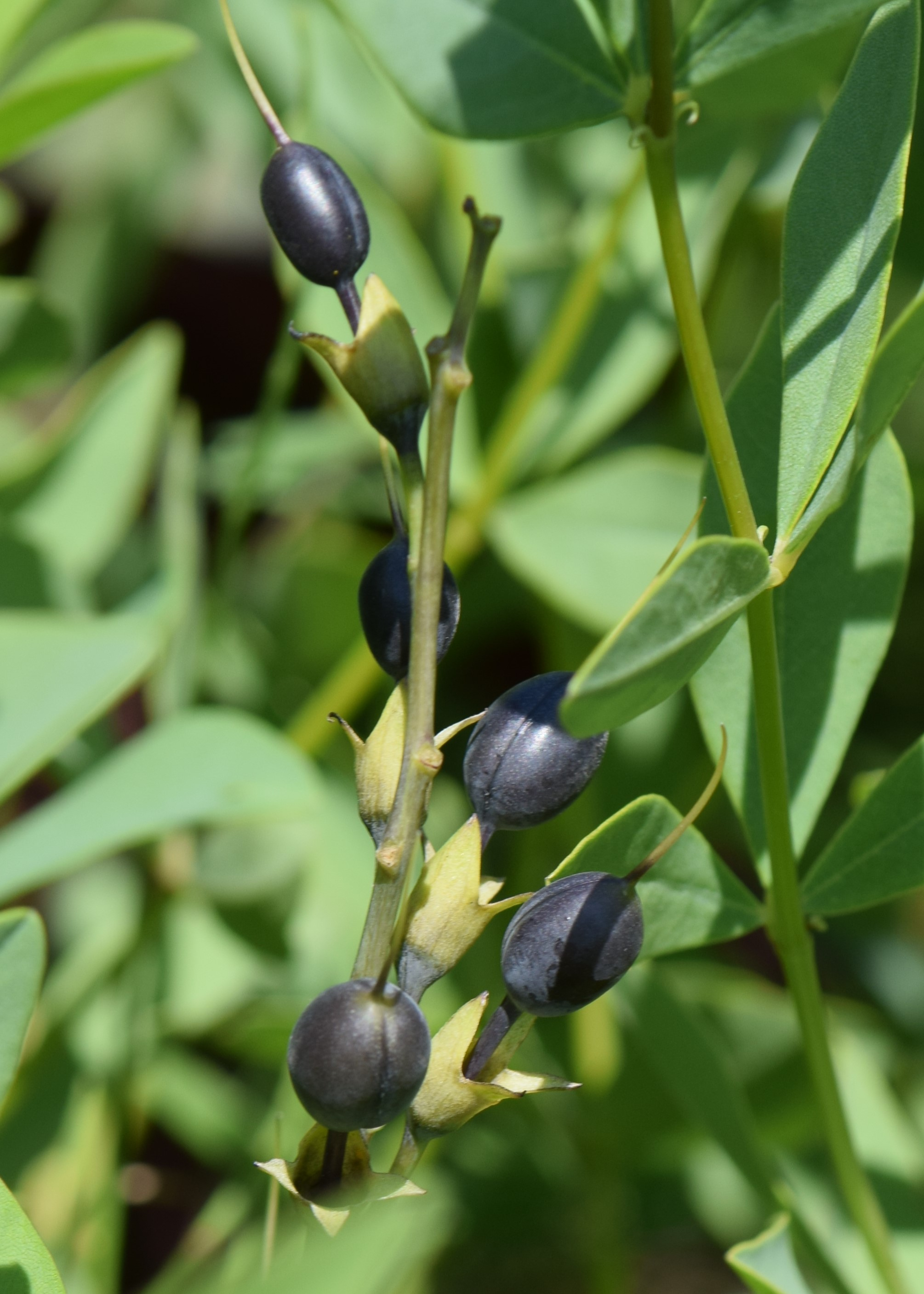
Zweig mit reifen Früchten von Baptisia sphaerocarpa

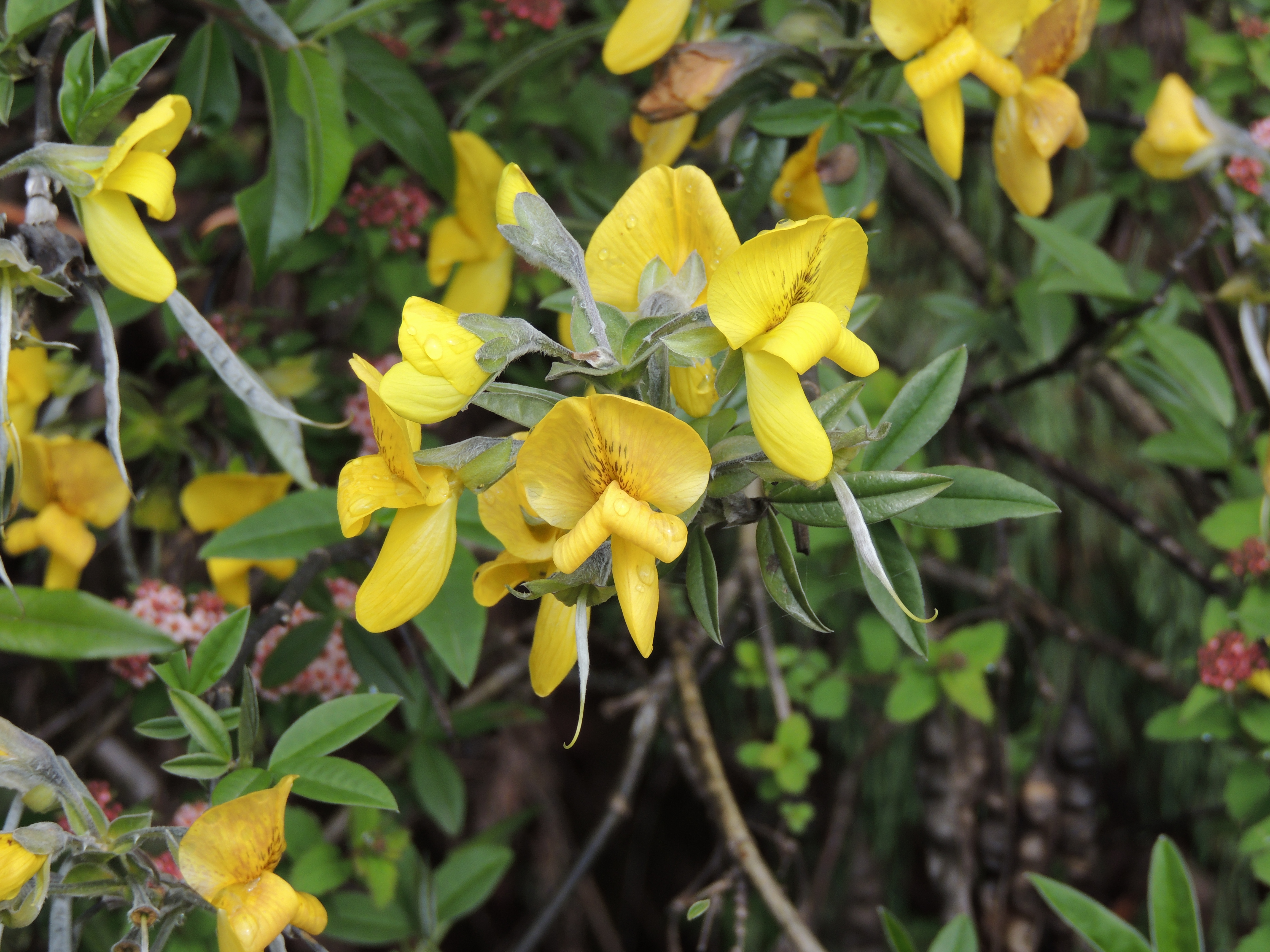
Zygomorphen Blüten von Piptanthus nepalensis

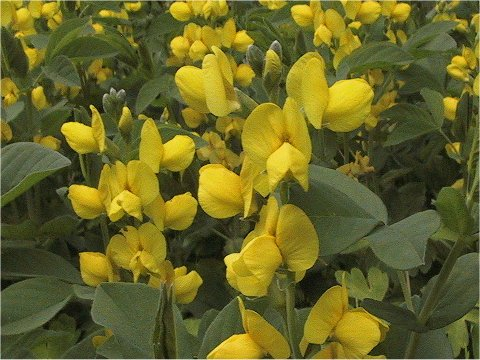
Laubblätter und Blütenstände von Thermopsis lupinioides

## Systematik und Verbreitung
Das verstreute Verbreitungsgebiet der Tribus Thermopsideae reicht von gemäßigten Gebieten in Nordamerika über Nordost- bis Zentralasien sowie der Mittelmeerraum. In China kommen drei Gattung mit etwa 15 Arten vor, fünf davon nur dort.
Die Tribus Thermopsideae enthält etwa sechs Gattungen mit 40 bis 50 Arten:
- Ammopiptanthus S.H.Cheng: Sie enthält nur eine Art:
  - Ammopiptanthus mongolicus (Maximowicz ex Komarov) S.H.Cheng: Sie kommt in Kasachstan, Kirgisistan, in der südlichen Mongolei, der Inneren Mongolei und in den chinesischen Provinzen Gansu, Ningxia sowie in Kaschgar im westlichen Xinjiang vor.[1]
- Anagyris L.: Sie enthält nur zwei Arten[3]:
  - Stinkstrauch (Anagyris foetida L.): Das Verbreitungsgebiet reicht vom Mittelmeerraum über Kleinasien bis zu Arabischen Halbinsel und Mauritius.[4]
  - Anagyris latifolia Brouss. ex Willd.: Sie kommt auf den Kanarischen Inseln vor.
- Baptisia Vent.: Die etwa 24 Arten sind in Nordamerika weitverbreitet, beispielsweise:
  - Indigolupine (Baptisia australis (L.) R.Br.)
- Pickeringia Nutt. ex Torr. & A.Gray: Sie enthält nur eine Art:
  - Pickeringia montana Torr. & A.Gray: Sie kommt nur in Kalifornien und Niederkalifornien vor.[5]
- Piptanthus Sweet: Es gibt nur zwei Arten:
  - Piptanthus nepalensis (Hook.) Sweet: Sie ist im Himalaya in Teilen Indiens, in Kaschmir, Bhutan, Nepal, Tibet und in den chinesischen Provinzen Gansu, Shaanxi, Sichuan sowie Yunnan verbreitet.[1]
  - Piptanthus tomentosus Franchet: Sie gedeiht im Dickicht an Waldländern und auf Wiesen an Hängen in Höhenlagen von 3000 bis 3800 Metern nur in den chinesischen Provinzen im südwestlichen Sichuan und westlichen Yunnan.[1]
- Thermopsis R.Br.: Die etwa 25 Arten sind in Ost- bis Zentralasien (über zehn Arten) sowie in Nordamerika (etwa zehn Arten) verbreitet. In China kommen zwölf Arten vor, vier davon nur dort.[1]